# Neuhaus am Inn
Neuhaus am Inn är en kommun och ort i Landkreis Passau i Regierungsbezirk Niederbayern i förbundslandet Bayern i Tyskland.